# Pallasch

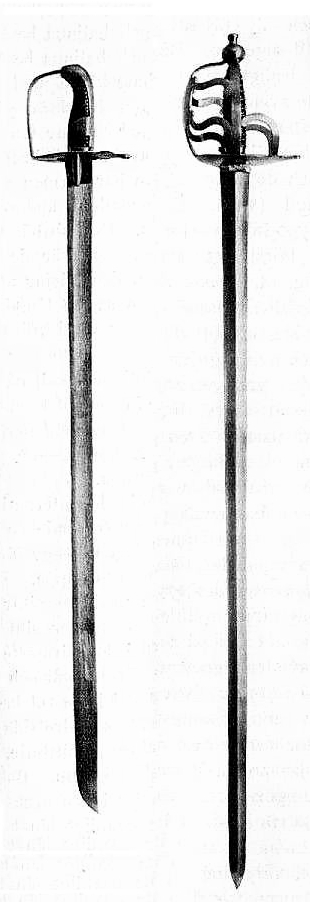
Pallasch, på 1780-talet fastställd modell, inköpt 1808 till Sverige från England (till vänster).
Kavallerivärjan m/1775 för Västgöta och Smålands kavalleriregementen, även (oegentligt) kallad pallasch.

Pallasch är ett blankvapen avsett för i första hand det tunga kavalleriet. Pallaschens klinga är ungefär 1 m lång samt rak eller lätt böjd och försedd med sabelfäste och ofta med korgfäste. Vapnet användes både för hugg och stickande. Pallaschen liksom även sabeln började i mitten av 1700-talet ersätta de gamla värjtyperna hos de europeiska arméerna.

## Svenska pallascher
Med undantag av Husarregementet var det svenska kavalleriet ända in på 1770–1780-talen beväpnat med värjor av efterkarolinsk eller till och med av rent karolinsk modell. Första gången man i svenska officiella handlingar påträffar benämningen pallasch på ett sidovapen för svenskt kavalleri är 1765 då man förordade dess införande. Man menade då troligen ett vapen med korgfäste med bred, kraftig klinga efter preussisk modell. 
Olika tolkningar har funnits för vad som kännetecknar en pallasch. Under senare delen av 1700-talet och därefter benämndes sidovapnen för kavalleriet i Sverige allmänt pallascher antingen de hade raka eller krokiga klingor. Begreppet har varit föremål för diskussion sedan dess och benämningarna pallasch, sabel och värja har använts om varandra. Främst har konstruktionen av fästet med eller utan knapp varit avgörande om vapnet skall kallas värja eller pallasch. Den så kallade pallaschen m/1775 för Västgöta och Smålands kavalleriregementen är därmed i egentlig mening ingen pallasch.